# Vitrinella cerion
Vitrinella cerion är en snäckart som beskrevs av Dall 1927. Vitrinella cerion ingår i släktet Vitrinella och familjen Vitrinellidae. Inga underarter finns listade i Catalogue of Life.